# Marske-by-the-Sea
Marske-by-the-Sea est un grand village d’Angleterre, faisant partie de l’autorité unitaire de Redcar et Cleveland et du comté cérémonial du Yorkshire du Nord. Il est situé sur la côte, entre les stations balnéaires de Redcar et de Saltburn-by-the-Sea. Il fait partie de la paroisse civile de Saltburn, Marske et New Marske.

## Historique
Le village est mentionné dans le Domesday Book. L’église de Saint-Germain a été consacrée par l’évêque Ægelric entre 1042 et 1056.

## Bâtiments remarquables
Marske-by-the-Sea possède trois bâtiments classés : la Cliff House, le pub The Ship Inn, et le Marske Hall qui est classé en Grade I.

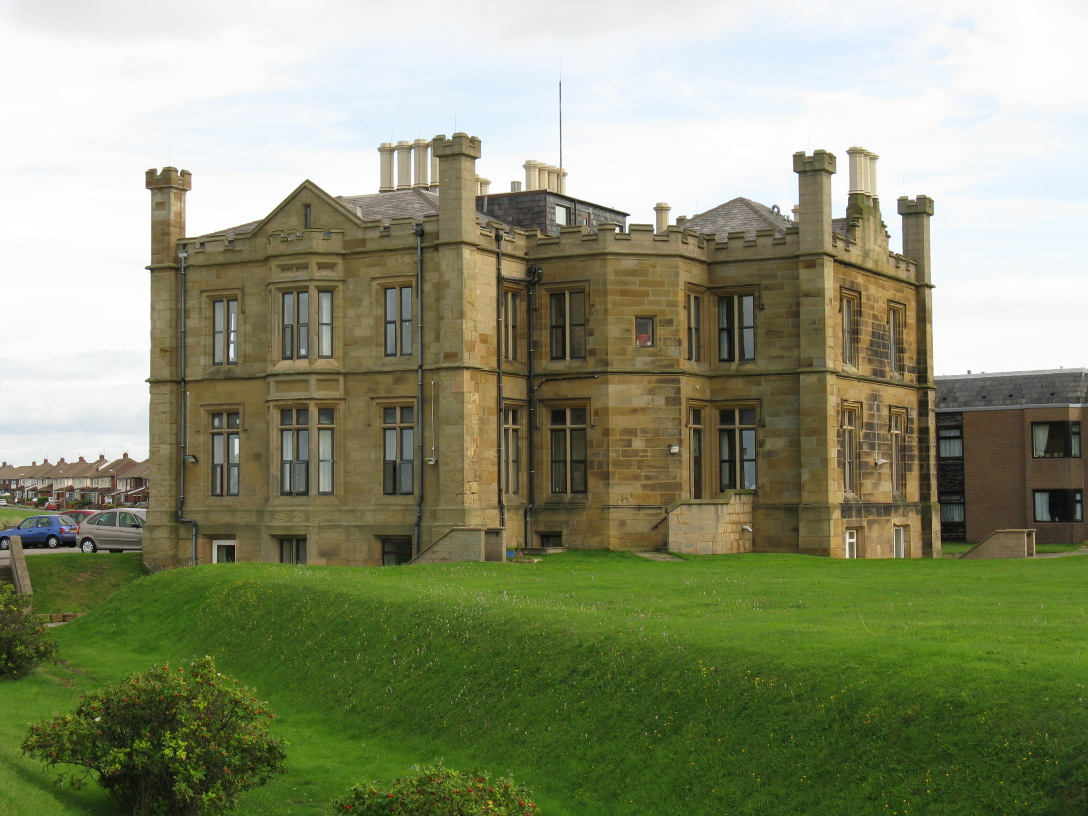
Cliff House
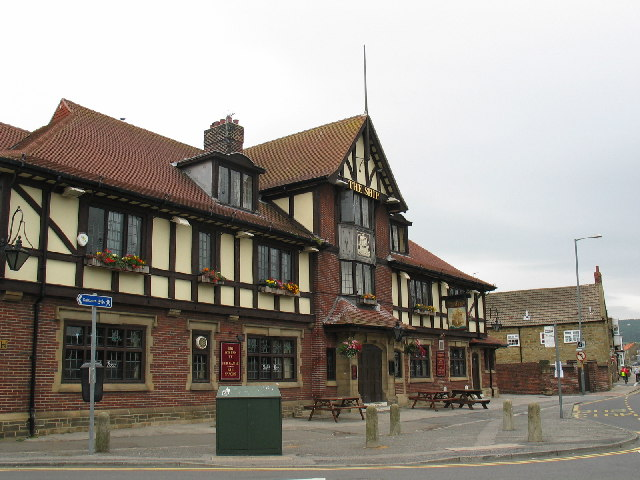
The Ship Inn
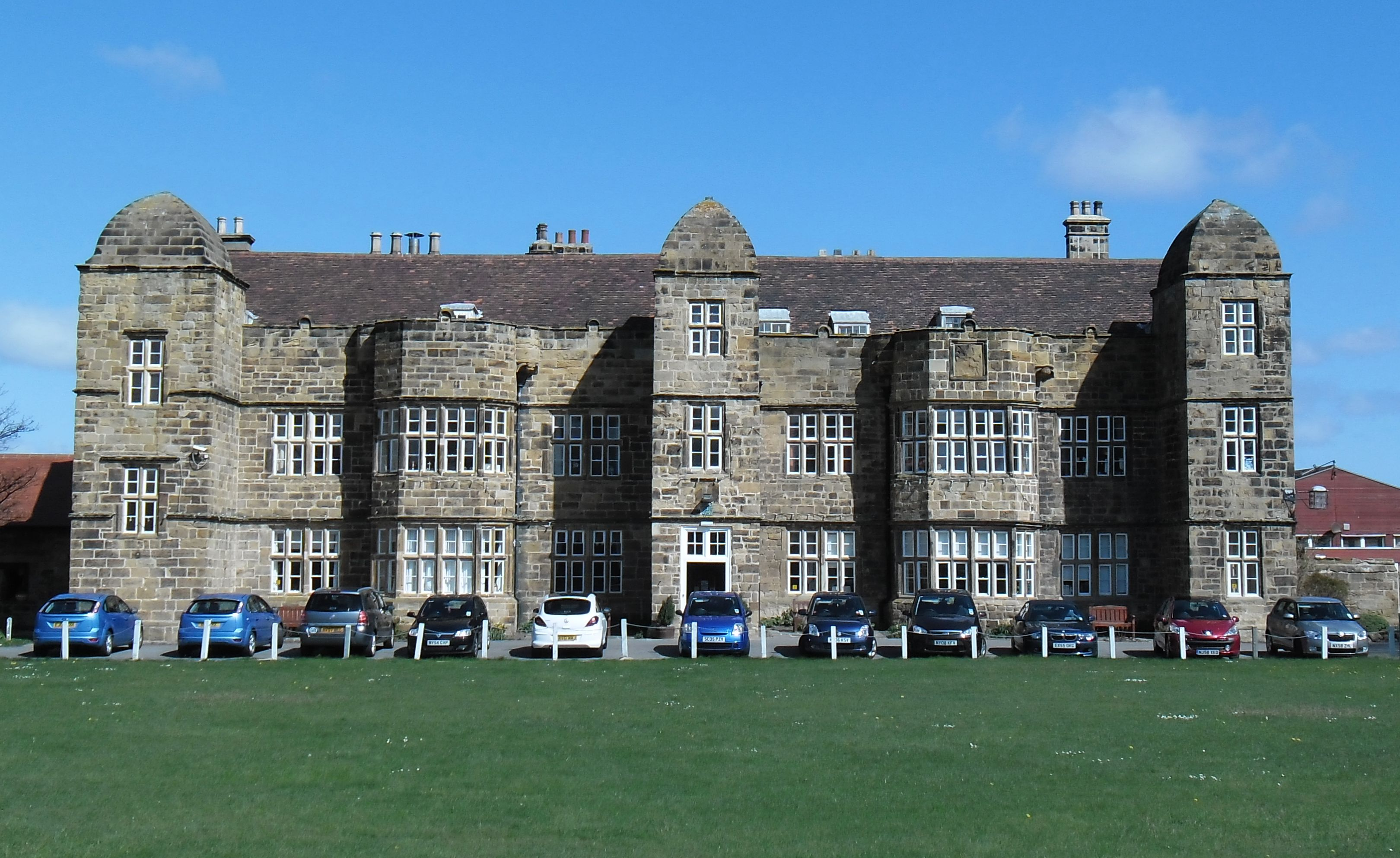
Marske Hall

## Sources
1. ↑  (en) William Farrer, Early Yorkshire charters : being a collection of documents anterior to the thirteenth century made from the public records, monastic chartularies, Roger Dodsworth's manuscripts and other available sources, vol. 2, Édimbourg, Ballantyne, Hanson, & Co., 1914-1916 (lire en ligne).